# Philadelphia Bulldogs
Die Philadelphia Bulldogs waren ein US-amerikanisches Inlinehockeyfranchise aus Philadelphia im Bundesstaat Pennsylvania. Es existierte von 1994 bis 1996 und nahm an drei Spielzeiten der professionellen Inlinehockeyliga Roller Hockey International teil. Die Heimspiele des Teams wurden im CoreStates Spectrum ausgetragen.
Teambesitzer der Bulldogs waren NHL-Spieleragent Ron Salcer und Schauspieler Tony Danza.

## Geschichte
Die Philadelphia Bulldogs wurden 1994 im Zuge der Expansion der Roller Hockey International gegründet. In seiner Premierensaison mit Dave Schultz als Cheftrainer und General Manager qualifizierte sich das Team für die Playoffs, in denen es im Conference-Viertelfinale den Montreal Roadrunners unterlag. In der folgenden Spielzeit gelangten die Bulldogs bis ins Conference-Halbfinale; erneut folgte das Ausscheiden aus der Endrunde gegen die Montreal Roadrunners.
Im Spieljahr 1996 wurde unter Cheftrainer Al MacIsaac die Teilnahme an der Endrunde knapp verpasst. Nach der Saison 1996 wurde das Team aufgelöst.
Die Bulldogs verzeichneten in ihrer ersten Saison einen durchschnittlichen Zuschauerzuspruch mit 4367 Besuchern. In den Folgejahren musste jedoch ein Rückgang der Zuschauerzahlen hingenommen werden. Im Schnitt wollten sich zwischen 3262 (1995) und 3516 (1996) Besucher die Spiele anschauen.
Die Teamfarben waren Blaugrün, Lila, Schwarz und Silber.

## Saisonstatistik
Abkürzungen: Sp = Spiele, S = Siege, N = Niederlagen, U = Unentschieden, OTN = Niederlagen nach Overtime oder Shootout, Pkt = Punkte, T = Erzielte Tore, GT = Gegentore
| Saison | Sp | S  | N  | U | OTN | Pkt | T   | GT  | Platz        | Playoffs                                                                                           |
| 1994   | 22 | 12 | 10 | 0 | –   | 24  | 187 | 185 | 3., Atlantic | Niederlage im Conference-Viertelfinale, 0:2 (Montreal)                                             |
| 1995   | 24 | 12 | 10 | 2 | –   | 26  | 179 | 165 | 4., Atlantic | Sieg im Conference-Viertelfinale, 2:0 (Ottawa) Niederlage im Conference-Halbfinale, 1:2 (Montreal) |
| 1996   | 28 | 16 | 9  | – | 3   | 35  | 202 | 199 | 4., Atlantic | nicht qualifiziert                                                                                 |

## Bekannte Spieler
- Daniel Berthiaume
- Stéphane Charbonneau
- Trevor Gallant
- Aljaksandr Haltschenjuk